# ديوغو أورلاندو
ديوغو أورلاندو (بالبرتغالية: Diogo Orlando‏) هو لاعب كرة قدم برازيلي، ولد في 4 ديسمبر 1983 في فولتا ريدوندا في البرازيل. لعب مع جمعية بورتوغيزا الرياضية وسانتو أندريه ونادي أفاي لكرة القدم ونادي أميريكانو ونادي ساو كايتانو ونادي سيارا ونادي غسترش فولاد.

## وصلات خارجية
- ديوغو أورلاندو على موقع قاعدة بيانات كرة القدم.إي يو (الإنجليزية)
- ديوغو أورلاندو على موقع Soccerway.com (الإنجليزية)